# Edvige di Holstein (1398)
Edvige di Holstein o Edvige di Schauenburg (1398 – 1436) è stata una nobile tedesca, madre di re Cristiano I di Danimarca e quindi progenitrice del casato degli Oldenburg.

## Biografia
Era figlia del duca di Holtsein Gerardo II e di sua moglie Caterina Elisabetta di Brunswick-Lüneburg. Nel 1417 fu data in sposa al principe Baldassarre di Werle, che tuttavia morì ancora giovane nel 1421, lasciandola vedova e senza figli.
Poco dopo Edvige si risposò col conte Dietrich di Oldenburg, al quale diede quattro figli:
- Adelaide (1425-1475);
- Cristiano (1426-1481), in seguito re di Danimarca;
- Maurizio (1428-1464), conte di Delmenhorst;
- Gerardo (1430-1500), successore del fratello Cristoforo come conte di Oldenburg.

Complessivamente non molto è noto di Edvige, che in molte cronache dell'epoca non è nemmeno menzionata per nome. Morì nel 1436 e fu sepolta nella chiesa di San Lamberto a Oldenburg.